# Sønderho
Sønderho er den sydligste by på Fanø med 279 indbyggere  (2025). Den ligger i Fanø Kommune og hører til Region Syddanmark.
Tidligere, dvs. før anlæggelsen af havnen i Esbjerg, var hovederhvervet søfart, en beskæftigelse de fleste af landsbyens mænd havde. I dag er Sønderho en turistmagnet, især på grund af de omtrent 300 velbevarede og fredede gamle, stråtækte skipperhuse, der næsten alle ligger med gavlene vendt øst-vest, omgivet af små haver og åbne grønne områder. Landsbyen er værnet mod vind og vand bag klitter mod vest-syd og bag grønne diger mod øst-nord.
Imellem skipperhusene forgrener der sig et net af små smalle stier og krogede veje, meget lig udformningen en labyrint. For 100 år siden fandtes der kun enkelte træer, men i dag er Sønderho en meget grøn landsby.
Sønderho var kunstnerkoloni på ca. samme tid som Skagen. Dette afspejles tydeligst på Fanø Kunstmuseum, der har adresse i landsbyen.
Sønderho kåret som Danmarks Smukkeste Landsby 2011, af bygningskultur.dk
Sønderhodag afholdes den 3. søndag i juli med ”brudefest”, det har været afholdt siden 1928. Der er lavet en film derom Sønderhodagen.
Landsbyen har en længere folkemusiktradition båret af Brinch-familien og Peter Uhrbrand.
Folkedansen og folkemeloditype sønderhoning er opkaldt efter byen. Fonden Gamle Sønderho ejer en stor samling dragter, der indtil 1950erne blev brugt af kvinder i Sønderho som daglig påklædning. I dag bruges dragterne på Sønderhodag og ved festlige lejligheder. Fondens medlemmer kan låne eller leje dragter til bryllupper, konfirmationer og lignende.
Bakskuld er Sønderhos børnehus. Den startede 1999 som et forældre initiativ, men fungerer fra 2009 som en del af den kommunale børnehave/vuggestue i Nordby. Den gamle skole i Sønderho midt i klitterne danner ramme for denne lille daginstitution. Gruppen er aldersintegreret og der er ca. 20 børn i gruppen.

## Historie
Fanø har fra de ældste tider været Krongods og underlagt Riberhus Ladegård, til hvis tjenere den henregnedes. Den findes således i 1231 opført i Kong Valdemars Jordebog som tilhørende kongen og lensmanden eller stiftsbefalingsmændene på Riberhus Slot udstedte fæstebreve på kongens vegne til beboerne.
Landsbyen Sønderho opstod i 1500 tallet da nogle af beboerne fra Fanøs første bebyggelse i Albobugten flytter til det sydlige Fanø, sandsynligvis fordi havnen i Albobugten er blevet til marsk, og da fiskeriet var hovednæringen var behovet for at være i kontakt med Ribe-markederne stort, for det var der man kunne afsætte sin fangst. Ved siden af fiskeriet blev den sparsomme jord dyrket. Fiskeriet som hidtil havde været beboernes overvejende indtægt, svingede stadig i udbytte og kunne enkelte år være så ringe, at befolkningen ligefrem led nød.
Ifølge skatte- og fæsteprotokollen var der 72 huse i Sønderho i 1683, ca. 160 huse i 1760 og omkring 200 i 1820.
Der har aldrig været en rigtig havn i Sønderho. Ladning og losning skete ved at skibet ved højvande blev sat så højt op, at de ved lavvande har ligget på det tørre. Køretøjer har så gået op på siden af skibene og derfra modtaget godset.
Naturhavnen har derimod altid været en god ankerplads med læ for skibene med vind fra sydvest, vest og nordvest.
1741 kom Ribe Ladegods på auktion på Ribe Rådhus. Ved borgenes køb af Fanø samme år ændres levevilkårene, idet en overvejende del af indbyggerne bliver selvejende skippere.
I begyndelsen af 1800-tallet er Sønderho en driftig by med skibsbyggeri og tømmervirksomhed. Der var fire-fem skibsbygmestre i Sønderho. Skibsbyggepladserne lå ud til det store og flade strandareal tæt på det dybe vand. Højdepunktet for skibsbyggeriet i Sønderho var omkring 1850'erne. Fra 1814 til omkring 1895 blev der bygget handelsskibe på et fladt strandareal, der lå ud til dybt vand i det nordøstlige hjørne af byen. Skibsbyggeriet ophørte, da de nye skibe blev fremstillet af jern.
I anden halvdel af 1800-tallet dukker der bygninger op indrettet til butiksformål, der bliver plads til en toldkontrollørbolig. Omkring 1900 ophører skibsfarten og der sker en væsentlig udflytning sted, overvejende til Esbjerg. Byen stagnerer, og stedet bliver mere og mere overtaget af badegæster.
I Sønderho fik man i sommeren 1893 etableret et badested med pavillon, restauration og adskillige badevogne. På Sønderho strand ved Hønen var der badevogne, som Fanø Vesterhavsbad administrerede, og der var også bygget en lille pavillon hvor der serveredes kaffe og lignende. 1910 opføres et posthus.
Skolevæsenet i Sønderho kan dateres tilbage til omkring 1635, men først i 1705 hører man konkret om skoleundervisning, hvor en skolemester underviser i regning, læsning og skrivning. I 1739 oprettede Sønderhoningerne en skole. Før den tid var undervisningen sket i skolemesterens hjem. Skolen kom til at ligge syd for kirken, og var i brug til 1815, da en udvidelse var nødvendig. En ny skole opførtes i byens sydlige udkant, og det er denne skole, der endnu står. Den ældste bygning er opført i 1856 og den nye i 1987. Skolen er i dag lukket og bruges til børnehus og fritidsaktiviteter.

## Erhverv
I Sønderho er der en brugsforening, en kro, en entreprenørforretning, en tækkemand og tre snedker- og tømrerforretninger. Der er en ravsliber som har åbent hele året. Der er flere butikker og cafeer.

## Foreninger
- Sønderho Havn 2025. Havneområdet ved BørsenSønderho Havn Støtteforening har som formål at genetablere og vedligehold Sønderho Havn, havneområdet ved Børsen og sejlrenden og sømærket Æ Kåver".
- Fonden Gamle Sønderho har som formål at medvirke aktivt til bevarelsen kultur og miljø i Sønderho by. Fondet driver museerne Hannes Hus, Sønderho Mølle, Brandmuseet og Redningsstationen, samt ved at samle, registrere og formidle viden om metoder, materialer og menneskelige udtryksformer, der har betydning for fondens formål.
- Grundejerforeningen Sønderho sommerhusområde har blandt andet som formål at varetage sommerhusejernes interesser i forhold til offentlige myndigheder, at varetage sommerhusejernes interesser i forhold til andre foreninger og organisationer, der har eller kan have indflydelse på forholdene i sommerhusområdet i Sønderho og a medvirke til, at sommerhusområdet i Sønderho opleves som et attraktivt område for ejerne og deres gæster
- Sønderho Borgerforening har som formål er at styrke Sønderho som et aktivt og levedygtigt bysamfund. Arbejdet foregår i arbejdsgrupper, der nedsættes af bestyrelsen efter ønske fra medlemmerne. Grupperne arbejder selvstændigt og er ansvarlige for gruppearbejdets gennemførelse. Foreningen er ikke partipolitisk og har udelukkende til hensigt at gavne Sønderho.

## Seværdigheder
- Sønderho Kirke fra 1782 er bygget som et smalt langskib med et indbygget tværskib efter den på stedet traditionelle skik, hvorefter man i takt med befolkningsudviklingen har udvidet med små tilbygninger.
- Mindesmærke for dem som "blev". På kirkegården fra 1923 står der et mindesmærke for de søfolk, som druknede på havet. Mindesmærket forestiller en Sønderho-kone og hendes to børn, der stirrer ud mod havet. Omkring monumentet står sten med navnene på dem som ikke kom hjem igen.
- Fanø Kunstmuseum åbnede 1992 i den tidligere købmands og skibsproviantforretning. Grundlaget for samlingen, blev skabt af Ruth Heinemann og Alice og Tage Sørensen. Fanø Kunstmuseum råder over mere end 1250 værker, som alle har en tilknytning til Fanø gennem motiv eller kunstner. Samlingen spænder fra 1800-tallets romantiske fremstillinger af livet på Fanø til værker af nutidige kunstnere.
- Fanø flisesamling i Cafe Nanas Stue er en samling af hollandske vægfliser fra 1650 til 1900. Fliserne er samlet af kunstmaleren Jørgen Hahn, og blev i 1998 erhvervet af Fonden Gamle Sønderho.
- Hannes Hus er et Sønderho-hjem fra sejlskibenes storhedstid i slutningen af 1800-tallet, giver et godt indtryk af levevilkårene i Sønderho. Hannes Hus er ejet af Fonden Gamle Sønderhos museer og kan åbnes for grupper fra 8 personer ved henvendelse på info@fondengamlesonderho.dk
- Sønderho Brandmuseum er åbent lørdag før palmesøndag til november. Brandmuseet er oprindeligt oprettet af kunstmaler Jørgen von Hahn og købt af Fonden Gamle Sønderho i 2003. Sprøjtevognen er fra 1895. Sprøjtehuset var tidliger ejet af Fanø Kommune, som i 2011 stillede bygningen til rådighed for Fonden Gamle Sønderho. Museet repræsenterer en vigtig del af udviklingen inden for beredskab og brandbekæmpelse.
- Æ Kåver er den ene af Sønderhos to båker som var opstillet for at vise de søfarende vej gennem Knudedyb til Sønderho og Ribe. Den 27. november 2011 kunne Sønderho Havn Støtteforenning indvie den nye 14,5 meter høje båke, som er en kopi af "æ kåver fra 1925. Sømærkerene er sandsynligvis rejst første gang i 1624.
- "Børsen" og Stormflodssøjlen ligger uden for diget ved den tidligere havn. "Børsen" var før i tiden samlingsstedet for byens sømænd. På stormflodssøjlen kan man på ringene se, hvor højt vandet har stået ved tidligere stormfloder.
- Sønderho Mølle er en hollændermølle, der er opført i 1895. Møllen er restaureret i etaper, og blev indviet i sin nuværende form i 2003. Om sommeren kan der købes mel, der er malet på den gamle stenkværn.
- Sønderho Fuglekøje eller Fuglekøjen af 1888 er den sydligste af Fanøs fuglekøjer og anlagt i 1888. Under orkanen 3. december 1999 tog overbygningerne stor skade, og Sønderho Jagtforening besluttede at der ikke var basis for en genopbygning. Der er fri adgang til fuglekøjen, men besøgende opfordres til at benytte de anlagte stier og undgå beskadigelse af diger, ruser og rørskærme.
- Sønderho Gamle Fuglekøje blev grundlagt i 1866. Foreningen til Bevarelse af Sønderho gamle Fuglekøje har istandsat fuglekøjen. Fuglekøjen er åben for besøgende og er indrettet med dam, piber, net og ruser, så man får et levende indtryk af, hvordan fangstteknikken har været anvendt. Omkring fuglekøjen er der et naturrigt område med blomster, buske og træer, insekter, sommerfugle og fugle. Fra udsigtstårnet har man udsigt over Vadehavet.'
- Galionsfiguren på Galionsgården i Sønderho stammer fra et engelsk skib, som forliste i Middelhavet og drev i land omkring 1847. Den forestiller den engelske politiker Lord Palmerston.

## Kunstnere der er bosat i Sønderho
- Jeppe Brixvold (1968-), født i Virring er forfatter og tidligere rektor for Forfatterskolen
- Marie-Louise Exner (1967-), født i Brovst er billedkunstner og kirkesanger og uddannet på Danmarks Designskole i København og Kolding.
- Eva Lohmann Gleerup (1945-), er billedkunstner, uddannet som pædagog, voksenunderviser og faglærer i billedkunst. Har en årrække drevet en billedskole for børn på Fanø.
- Sigmund Doksum (1949-), født i Oslo er en norsk forfatter. Han debuterede i 1976 med digtsamlingen Syv hundrede dødsfald og andre livstegn.
- Lena Eilstrup (1945-) er forfatter og har udgivet en lang række ungdomsbøger.
- Palle Petersen (1943-) er forfatter og har skrevet en lang række børnebøger, især omkring Grønland og børn i udviklingslandene, desuden flere serier af historiske bøger til undervisning og seks historiske romaner for voksne.
- Birgit Knudsen er forfatter og har udgivet en lang række historiske bøger.

## Galleri
- Sønderho
- Sønderho
- Sønderho Kro
- Café Nanas Stue & flisemuseum
- Flisemotiv fra Café Nanas Stue & flisemuseum
- Sønderho Mølle
- Forlandet "Hønen" syd for diget
- Sønderho Gamle Fuglekøje
- Fangearmen i Sønderho Gamle Fuglekøje